# Стадіон Десятиліття

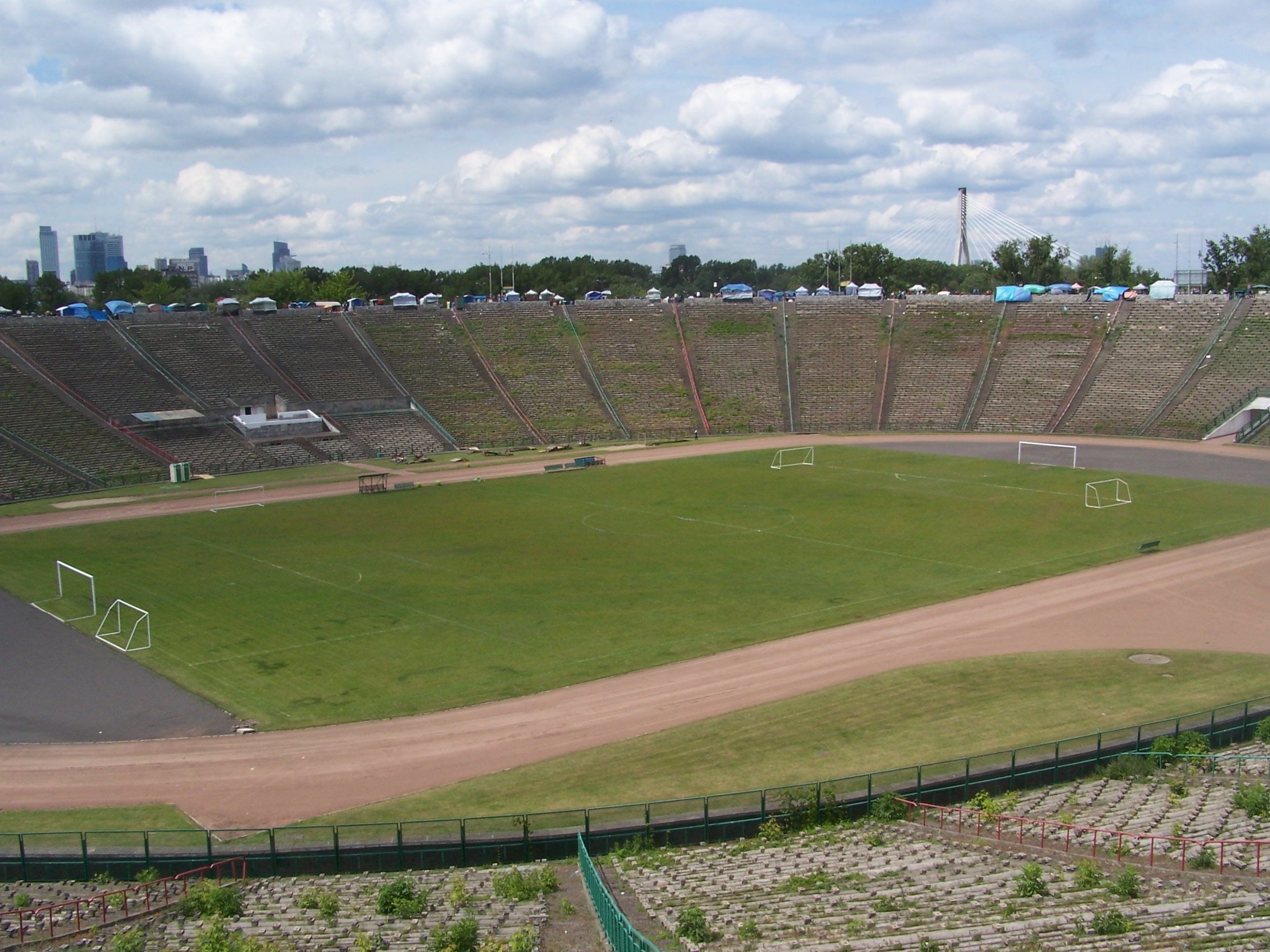
Стадіон Десятиріччя з торговими наметами нагорі.

«Стадіон Десятиліття» (пол. Stadion Dziesięciolecia) — колишній стадіон, найбільший у Варшаві, і один із найбільших у Польщі, відкритий у 1955 році. За часів Польської Народної Республіки це був один із найбільш рекламованих будівельних майданчиків, а згодом основне місце проведення партійних та державних святкувань. Наприкінці радянських часів стадіон перебував у занедбаному стані та використовувався як базар, чекаючи на реконструкцію. Після докорінної реконструкції 2009—2011 років. отримав назву Національний стадіон.

## Історія
До війни на цьому місці розташовувався стадіон «Маккабі», на якому грав клуб Маккабі (Варшава). Під час війни стадіон був зруйнований німцями, а більшість гравців клубу, у тому числі й автор першого голу збірної Польщі Юзеф Клоц, загинули в Голокості.
1953 року Асоціація польських архітекторів оголосила тендер на проєкт «Олімпійського Стадіону для міста Варшави». Тендер був виграний командою Іржі Гржиневський, Збігнєва Ігнатовича, та Іржі Золтана.
Проєкт включав будівництво відкритого майданчика Олімпійського стадіону овальної форми з футбольним полем і 400-метровою біговою доріжкою. За проєктом трибуни з дерев'яними лавами могли вмістити 71 008 осіб, але під час найбільших фестивалів кількість глядачів могла сягати 100 000. Крім того, при стадіоні було тренувальне поле та паркування на 900 машино-місць. Весь спортивний комплекс оточений парком. Стадіон також був пов'язаний із сусідньою автобусною зупинкою та залізничною станцією, побудованою спеціально для транспортування глядачів. Будівництво було розпочато того ж року і будувалося в основному з щебеню від будівель, зруйнованих під час Варшавського Повстання 1944 року. Величезний спортивний об'єкт збудували всього за 11 місяців, щоб встигнути на час проведення Всесвітнього фестивалю молоді та студентів (липень — 14 серпня 1955). «Стадіон Десятиліття» у Варшаві було відкрито 22 липня 1955 року, у річницю так званого «липневого маніфесту», який визначив, що після завершення Другої світової війни Польща піде «соціалістичним шляхом розвитку» і залишиться у сфері впливу Радянського Союзу.
Незабаром після відкриття став національним стадіоном Польщі. Тут проводилися найважливіші міжнародні футбольні матчі та змагання з легкої атлетики, так само до самого кінця існування Польської Народної республіки урочистості та свята комуністичної партії, концерти та ювілейні фестивалі. Крім того, тут проходив заключний етап традиційної кільцевої Велогонки Миру, яка за часів холодної війни була відома як «Східний тур де Франс».
8 вересня 1968 року на «Стадіоні Десятиліття» після закінчення традиційного свята «Дожинки» (пол. dożynki, «Свято врожаю») Ришард Сівець зробив спробу самоспалення на знак протесту проти введення військ країн Варшавського Договору до Чехословаччини. Попри те, що народ уже розходився і трибуни були напівпорожніми, вогонь вдалося погасити, проте на 4-й день, 12 вересня, Сівець від отриманих опіків помер.
У 1983 році, через технічні проблеми, стадіон був занедбаний. У 1989 році муніципалітет Варшави здав стадіон в оренду компанії, яка перетворила стадіон на ринок, відомий як «Ярмарок Європа», що незабаром став одним із найбільших базарів у світі з більш ніж 5000 тільки зареєстрованих торговців зі всієї Східної Європи та колишнього СРСР. За офіційними даними, щорічний товарообіг становив 500 мільйонів злотих, за даними ж польських спецслужб загальна сума угод на стадіоні на рік перевищувала суму в 5 мільярдів доларів. Причому, згідно з поліцейською інформацією, торгівля йшла не лише джинсами, взуттям, піратськими дисками з кінофільмами, музикою та програмами, а й зброєю та наркотиками. Поліцейські стверджували, що ярмарок — головний пункт продажу товарів чорного ринку в країні. Між 1995 і 2001 роками судові органи переслідували понад 25 тис. торговців, тоді як приблизно 10 млн піратських компакт-дисків і відеофільмів було конфісковано; вважається, що це всього лише вершина айсберга. Серед англомовного населення у Варшаві стадіон часто згадується як «російський ринок». Через тіньові відносини та незаконний товарообіг це місце стало постійним предметом обговорень у ЗМІ. Про стадіон було написано кілька детективних романів, найвідоміший із них — «П'ятий інтернаціонал» Яцька Кінга.

## Знесення стадіону
У 2007 році Стадіон Десятиріччя було знесено, а на його місці з 2009 до 2011 року було побудовано новий Національний стадіон місткістю 58 тисяч глядачів, який був одним зі стадіонів Чемпіонату Європи 2012 року. Під час європейського чемпіонату на стадіоні було зіграно три матчі групового етапу (у тому числі й матч відкриття), чвертьфінал та півфінал.